# Jonas Sterner
Jonas Sterner (* 13. Mai 2002 in Husum) ist ein deutscher Fußballspieler. Der Mittelfeldspieler steht aktuell bei Hannover 96 unter Vertrag und ist früherer deutscher Nachwuchsnationalspieler.

## Karriere

### Verein
Der Nordfriese Sterner wuchs in seiner Geburtsstadt Husum auf, spielte dort für den Stadtteilklub Rödemisser SV, später dann noch ein Jahr für den benachbarten TSV Hattstedt. 2015 wechselte er in die C-Jugend von Holstein Kiel, wo er seitdem ausgebildet wird. In der B-Junioren-Bundesliga wurde Sterner häufig in der Verteidigung eingesetzt, bei der U19 waren es dann erst die Mittelfeldzentrale und später auch die Außenbahnen.
Als Stammspieler der A-Jugend unterzeichnete der Defensivspieler im Dezember 2019 seinen ersten Profivertrag mit Gültigkeit ab Juli 2020 und absolvierte mit der ersten Mannschaft deren Wintertrainingslager in Spanien. Bereits am 33. Spieltag der Zweitligasaison 2019/20 wurde er beim 1:4 in Osnabrück von Fabian Boll, der den verhinderten Cheftrainer Ole Werner vertrat, in der Schlussphase eingewechselt. Am 21. Spieltag der Saison 2021/22 erzielte er seinen ersten Treffer in der 2. Fußball-Bundesliga mit einem sehenswerten Schuss in der Nachspielzeit zum 1:0-Sieg gegen Fortuna Düsseldorf.
2024 stieg er mit den Kielern in die Bundesliga auf. In der anschließenden Spielzeit 2024/25 verlieh ihn der Verein Ende August 2024 an Dynamo Dresden in die 3. Liga. Mit dem Verein erreichte er am Saisonende den Aufstieg in die 2. Bundesliga.
Im Sommer 2025 wechselte er fest zu Hannover 96 und unterschrieb dort einen Vertrag bis 2028.

### Nationalmannschaft
Sterner absolvierte bislang acht Länderspiele für Nachwuchsteams des DFB.

## Erfolge
- Aufstieg in die Bundesliga: 2024
- Aufstieg in die 2. Bundesliga: 2025